# Notfall
Als Notfall oder Notfallsituation gilt jede Situation, in der eine drohende Gefährdung für Sachen, Tiere oder die körperliche Unversehrtheit von Menschen eintritt. Dies deckt sich mit den Aufgaben der Feuerwehr. Notfälle sind z. B. große Überschwemmungen, Großbrände, Flugzeugabsturz oder ein medizinischer Notfall. Notfälle können nach ihrem Schweregrad eingestuft werden. Die Situation, in der sich eine betroffene Person befindet, wird auch Notlage genannt.

## Notfallarten
Es gibt verschiedene Notfallarten, die sich jeweils an den Umständen des Notfalls oder an der Umgebung des Notfalls oder an möglichen Folgen des Notfalls orientieren. Für einige Notfallarten sind entsprechende Notsignale und besondere Rettungsdienste und der Katastrophenschutzfachdienst bekannt. Bekannte Notfallarten, Notsignale und zuständige Stellen sind:
- Allgemeine Notfälle zur Gesundheit, zu Bränden, zu Unfällen oder zur Wasserrettung mit Benachrichtigung über  Rufnummer 112 mit Euronotruf
- Allgemeine Notfälle zu anderen Bedrohungen, Nötigungen und Unfällen und Benachrichtigung der Polizei über Rufnummer 110 mit Notrufsystem 73
- Alpine Notfälle (Bergnot) und Benachrichtigung des Bergrettungsdienstes und Alpine Notsignale
- Gefährliche Ereignisse im Bahnbetrieb und Benachrichtigung des Notfallmanagers der Deutschen Bahn
- Grubenunglück und Benachrichtigung der Grubenwehr
- Seenotfall und Seenotsignal mit Benachrichtigung der Seenotrettung
- Notfälle in unterirdischen Hohlräumen und Benachrichtigung der Höhlenrettung
- Katastrophen sind Notfälle größerer Art bei denen teilweise Katastrophenschutz und Bevölkerungsschutz notwendig wird und verschiedene Alarme genutzt werden können

## Medizinischer Notfall

Lebensgefahr durch Unterversorgung des Gehirns mit Sauerstoff

Bei der notfallmäßigen Versorgung sind fünf medizinische Notfallkategorien zu berücksichtigen:
1. Alltagsnotfall,
2. Arbeitsunfall,
3. ambulante Akutversorgung,
4. die Katastrophe,
5. der Seuchenfall

Als medizinische Notfälle gelten im Rettungswesen insbesondere solche Fälle, bei denen es zu einer bedrohlichen Störung der Vitalparameter Bewusstsein, Atmung und Kreislauf oder der Funktionskreisläufe Wasser-Elektrolyt-Haushalt, Säure-Basen-Haushalt, Temperaturhaushalt und Stoffwechsel kommt. Ohne sofortige Hilfeleistung sind erhebliche gesundheitliche Schäden oder der Tod des Patienten zu befürchten. Im Mittelpunkt der Ersten Hilfe steht die Sicherstellung der Vitalfunktionen (Bewusstsein, Atmung und Kreislauf).
Im weiteren Sinne fasst man auch psychische Notsituationen wie beispielsweise Selbsttötungsabsichten oder Psychosen sowie Gewalt unter den medizinischen Notfall-Begriff (siehe auch: Psychiatrische Krise).

## Notfallmanagement
Arbeitsschutz und Katastrophenschutz und andere Bereiche betreiben Notfallplanungen. Ein wesentlicher Bestandteil der Gefahrenabwehr ist die Rettungskette, ein anderer die individuelle (betriebsspezifische) Notfallplanung.

### Rettungskette
Wichtig ist in Notfällen die gute Zusammenarbeit aller Beteiligten der Rettungskette, Ersthelfer, Rettungsdienst etc., um keine Zeit zu verlieren. Für den Notruf steht in allen Staaten der EU sowie der Schweiz die Notruf-Telefonnummer 112 zur Verfügung, über die man umgehend mit einer Leitstelle des Rettungsdienstes verbunden wird.

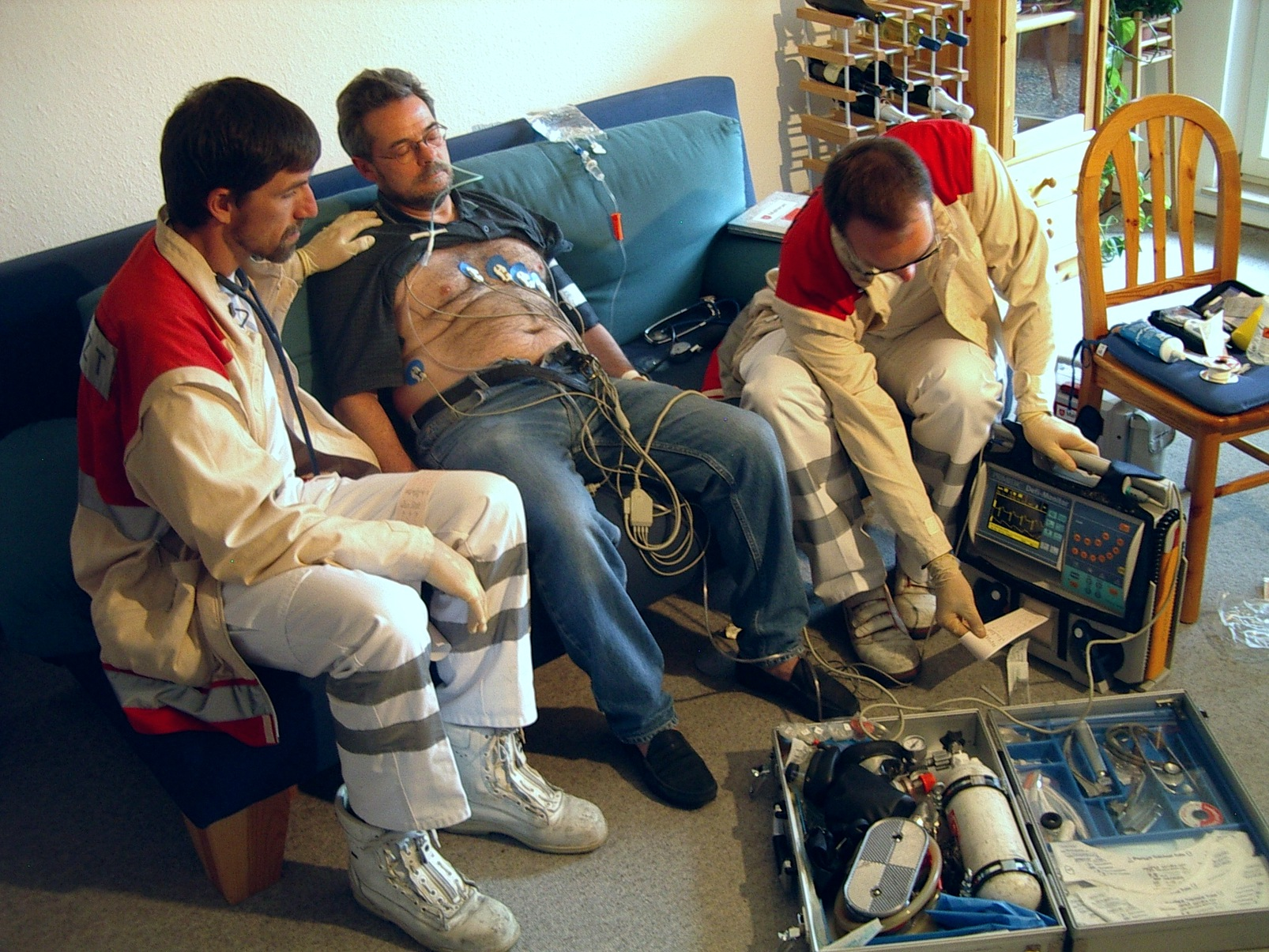
Erstversorgung eines Notfallpatienten durch den Notarzt

Die optimale Versorgung eines von einem medizinischen Notfall betroffenen Menschen lässt sich mit dem Schema der Rettungskette beschreiben, die je nach Darstellung aus vier bis sechs Gliedern besteht.

### Sicherheitstechnik

#### Gebäudesicherheit
Zur Vorsorge bei Notfällen können Gebäude beispielsweise mit Sicherheitsausgängen, Sprinkleranlagen, Feuerschutztüren oder Fluchttreppen ausgerüstet sein.

#### Not-Abschaltung
Viele Maschinen und technische Einrichtungen können im Notfall durch eine Not-Halt-Abschaltung die Energiezufuhr unterbrechen (z. B. Rolltreppe oder Ölheizung) oder eine Zwangsbremsung auslösen (z. B. Notbremse in Zügen).

#### Technische Notausrüstung
In vielen gefährdeten Bereichen ist das Bereitstellen bestimmter Einrichtungen für Notfälle vorgeschrieben, beispielsweise Verbandkasten im Auto, Feuerlöscher in Gebäuden, Augenduschen in Laboratorien, Notfallkoffer in Rettungsmitteln oder Rettungsboote auf Schiffen.